# Кроссинговер

Рекомбинация заключается в разрыве и «переклеивании» родительских хромосом

Кроссинго́вер (от англ. crossing over — пересечение) — процесс обмена участками гомологичных хромосом во время конъюгации в профазе первого деления мейоза, которое происходит, например, при образовании гамет или спор. Помимо мейотического, описан также митотический кроссинговер.
Чем ближе друг к другу находятся гены, тем реже между ними происходит кроссинговер, поэтому на основе частот кроссинговера можно судить о взаимном расположении генов и расстоянии между ними, то есть картировать гены. Кроссинговер был описан в 1911 году американским генетиком Томасом Хантом Морганом и его студентом и сотрудником Альфредом Стёртевантом у плодовой мушки Drosophila melanogaster. В 1913 году Стёртевант начал составление генетических карт на основании частот кроссинговера. В 1933 году Морган стал лауреатом Нобелевской премии по физиологии и медицине «За открытия, связанные с ролью хромосом в наследственности».

## История открытия

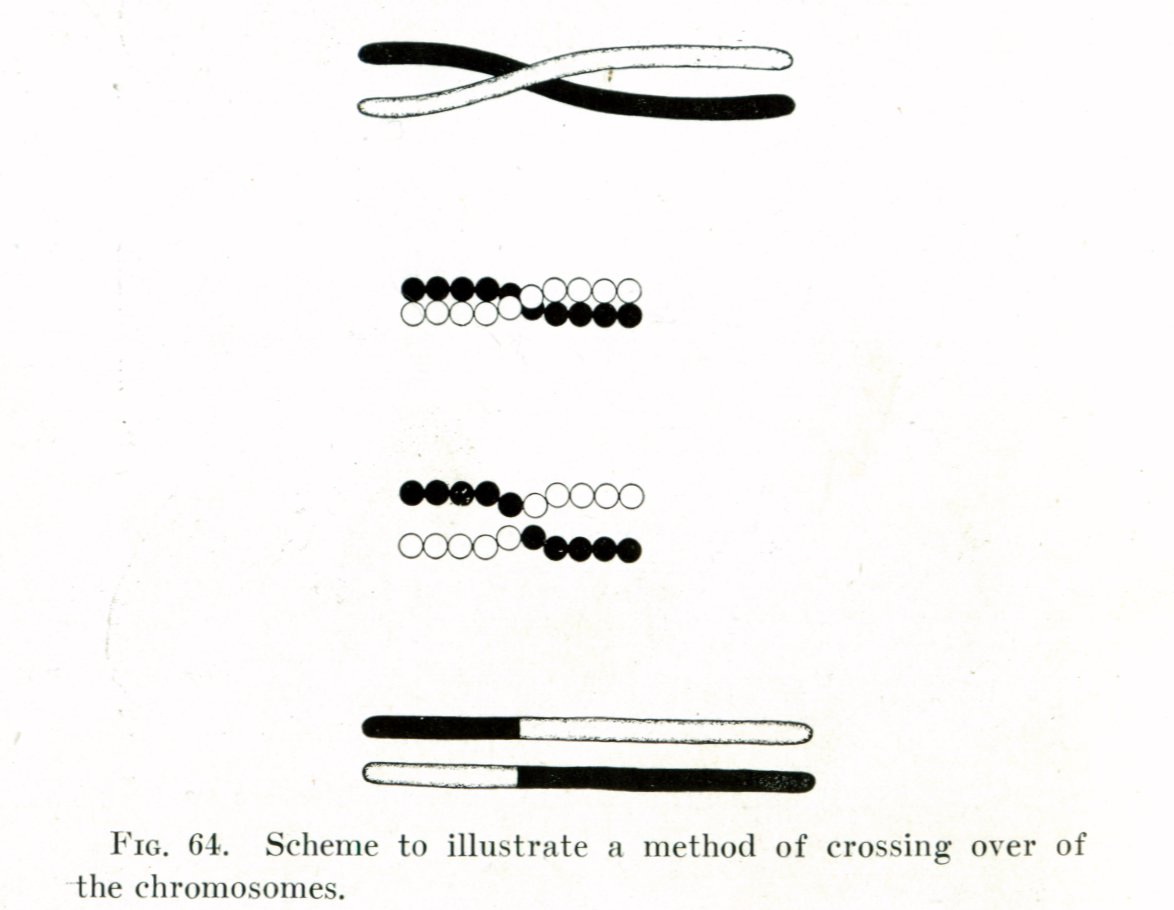
Кроссинговер. Иллюстрация Т. Х. Моргана (1916)

Первыми кроссинговер обнаружили Томас Х. Морган и его студент Альфред Х. Стёртевант у плодовой мушки Drosophila melanogaster в 1911 году при анализе многочисленных мутаций, локализованных в X-хромосоме. Морган анализировал результаты двух скрещиваний: в одном самок с жёлтым телом и белыми глазами скрещивали с самцами дикого типа (серое тело, красные глаза), а в другом скрещивали самок с белыми глазами и маленькими крыльями и самцами дикого типа. В первом скрещивании в первом поколении (F1) все самки были дикого типа, а у самцов проявились оба мутантных признака; во втором поколении (F2) подавляющее большинство мух имело фенотипы родителей (дикого типа или жёлтое тело и белые глаза), но у менее чем 1 % мух имелось либо жёлтое тело с красными глазами, либо серое тело с белыми глазами. Во втором скрещивании в F2 также появлялись мухи с рекомбинантными фенотипами, причём их доля составила 34,5 %.
К моменту проведения вышеописанных экспериментов уже были описаны хиазмы при синапсисе гомологичных хромосом в мейозе у земноводных (их описал Ф. А. Янссенс в 1909 году). Морган предположил, что именно хиазмы были теми точками, в которых хромосомы обменивались своими участками, и для описания этого процесса ввёл термин «кроссинговер». Разность в доле рекомбинантных фенотипов, полученных в первом и втором экспериментах, он объяснил различным расстоянием между генами: частота формирования хиазм между близко расположенными генами меньше, чем между более удалёнными.

## Цитологические основы

Схема кроссинговера. Буквами A (a) и B (b) обозначены два гена, у которых происходит кроссинговер, регистр букв соответствует доминантным и рецессивным аллелям

В 1909 году Ф. А. Янссенс описал образование хиазм — характерных структур, которые формируют гомологичные хромосомы при кроссинговере — при мейозе у земноводных. Янссенс также высказал предположение, что хиазмы могут свидетельствовать об обмене хромосом генетическим материалом. Доказательства того, что образование хиазм сопровождается обменом участками гомологичных хромосом, были получены в 1931 году для кукурузы и для дрозофилы.
Исследованиями на кукурузе занимались Харриет Крейтон и Барбара Мак-Клинток. Они изучали особую форму кукурузы, дигетерозиготную по двум генам: c и wx, которые определяют окраску эндосперма. Гены c и wx локализованы на одной хромосоме, причём у исследуемой формы кукурузы одна из двух гомологичных хромосом, содержащих эти гены, на одном конце несла протяжённый участок гетерохроматина, а на другом — транслоцированный участок другой хромосомы. Вторая гомологичная хромосома указанных цитогенетических особенностей не имела. Исследования рекомбинантного потомства, полученного при скрещивании описанной формы кукурузы с растениями, рецессивными по генам c и wx, показали, что у рекомбинантных растений происходило перемещение гетерохроматинового блока или транслоцированного участка на вторую гомологичную хромосому, то есть хромосомы действительно физически обменивались своими участками.
Исследования на дрозофиле по той же схеме проводил Курт Штерн. Он получил линию самок дрозофилы, дигетерозиготных по генам cr и B, которые локализованы на X-хромосоме и определяют окраску и форму глаз соответственно. У этих самок X-хромосомы были гетероморфные: одна из них была Г-образная, так как содержала небольшой фрагмент Y-хромосомы, а другая была сильно укорочена из-за транслокации её участка (не содержащего центромеру) на четвёртую хромосому. Описанных самок скрестили с самцами, рецессивными по генам cr и B и имеющими нормальные X- и Y-хромосомы. Рекомбинантное потомство (только самок, так как Y-хромосому самцов можно было спутать с Г-образной X-хромосомой) исследовали цитологически и установили, что их X-хромосомы претерпели структурные изменения, что свидетельствует о факте переноса фрагментов между X-хромосомами, то есть кроссинговере.
Когда физическая природа кроссинговера была окончательно установлена, возник вопрос, на какой стадии клеточного цикла он происходит. Теоретически кроссинговер может происходить до репликации хромосом (на стадии двух нитей), так и после неё (на стадии четырёх нитей). Для ответа на этот вопрос был использован тетрадный анализ с использованием сумчатого гриба — хлебной плесени Neurospora crassa. Образование гаплоидных спор у этого организма происходит внутри особых структур — сумок (асков) и включает два деления: мейоз и последующий митоз, поэтому зрелый аск содержит восемь гаплоидных спор. Ось веретена деления при мейозе совпадает с продольной осью аска, поэтому в аске в один ряд располагаются четыре пары гаплоидных спор, и генотип каждой пары спор идентичен. При исследовании порядка расположения и генотипа спор в аске было показано, что кроссинговер происходит после удвоения хромосом, то есть когда каждая из них состоит из четырёх хроматид. Если бы кроссинговер происходил до репликации хромосом, то в аске гриба, дигетерозиготного по генам A и B (то есть имеющего генотип AaBb) содержалось бы 4 споры с генотипом Ab и 4 споры с генотипом aB. В действительности в асках грибов с указанным генотипом выявляются споры четырёх генотипов, порядок расположения которых в аске зависит от того, между какими несестринскими хроматидами произошёл кроссинговер. Тот факт, что кроссинговер происходит на стадии четырёх хроматид, удалось продемонстрировать и на дрозофиле. Это сделали в 1925 году Кэлвин Бриджес и И. Андерсон.
В настоящее время известно, что кроссинговер происходит в профазе первого деления мейоза, которую подразделяют на несколько стадий. Первая стадия, лептотена, знаменуется конденсацией удвоенных хромосом, благодаря которой они становятся видимыми. Спаривание участков гомологичных хромосом начинается в следующей стадии, зиготене, а на следующей стадии, пахитене, гомологичные хромосомы становятся спаренными по всей своей длине. Такие структуры, состоящие из двух соединённых гомологичных хромосом, называют бивалентами, а сам процесс спаривания гомологов также называют синапсисом. Гомологичные хромосомы удерживаются вместе сложным белковым комплексом, который называется синаптонемным комплексом. На следующей стадии, в диплотене, хромосомы разделяются, но продолжают удерживаться в местах хиазм, где происходит кроссинговер. Последняя стадия профазы первого деления мейоза, диакинез, сопровождается ещё большей конденсацией хромосом, при которой становятся различимыми все четыре хроматиды, но хиазмы остаются.

## Молекулярный механизм

Модель гомологичной рекомбинации при мейозе

Чаще всего кроссинговер начинается, когда белок Spo11 делает целевые двойные разрезы в цепи ДНК строго определённым образом, преимущественно в промоторах и GC-обогащённых областях. Обычно эти области находятся в так называемых горячих точках рекомбинации — участках, состоящих из приблизительно 1000—2000 пар оснований и имеющих высокую частоту рекомбинации. Отсутствие горячих точек рядом с двумя генами в одной и той же хромосоме часто означает, что эти гены будут унаследованы будущими поколениями в равной пропорции. В основе кроссинговера лежит гомологичная рекомбинация, которая также играет важную роль в репарации двуцепочечных разрывов.
Известно два основных механизма гомологичной рекомбинации: путь репарации двуцепочечных разрывов (DSBR-путь), также известный как модель двойной структуры Холлидея, и путь синтезозависимого отжига цепи (SDSA-путь). Кроссинговер происходит в ходе DSBR-пути. Оба начинаются одинаковым образом. Когда двуцепочечный разрыв в цепи обнаружен, белковый комплекс MRX (у человека MRN) встает по обе стороны от разрыва, после чего следует отрезание 5'-концов, проходящее в два отдельных этапа. Первый этап заключается в том, что MRX в паре с белком Sae2 вырезают 5'-концы цепи около разрыва, тем самым оставляя выступающие 3'-концы. Второй этап 5' → 3'-отрезания продолжает геликаза Sgs1 и нуклеазы Exo1 и Dna2. Sgs1 «расстёгивает» двойную спираль, а Exo1 и Dna2 создают разрывы в одноцепочечной ДНК, высвобожденной Sgs1.
Репликативный белок А (RPA), имеющий высокое сродство к одноцепочечной ДНК, связывает выступающие 3'-концы и с помощью ряда других белков, которые опосредуют процесс, например Rad51 (и Dmc1 в мейозе), формирует комплекс с одноцепочечной ДНК, покрывая её. Затем нуклеопротеидная нить ищет похожую или идентичную цепь ДНК и внедряется в неё, когда находит. В клетках, делящихся путём митоза, «жертвой» внедрения (реципиентным ДНК-дуплексом) обычно является сестринская хроматида, идентичная повреждённой ДНК, которая чаще всего используется в качестве матрицы для репарации. В мейозе, однако, реципиентным ДНК-дуплексом служит гомологичная хромосома, которая очень похожа на повреждённую хромосому, но не обязательно идентична ей.
В ходе вторжения цепи между торчащим 3'-концом внедряющейся цепи и гомологичной хромосомой образуется D-петля. После этого ДНК-полимераза продлевает 3'-концы. Получившаяся перекрёстная структура называется структурой Холлидея. Вслед за этим на внедрённой цепи (то есть на одном из выступающих 3'-концов) происходит синтез ДНК, эффективно восстанавливая её комплементарно гомологичной хромосоме в том месте, откуда была вытеснена D-петля.
DSBR-путь уникален тем, что на втором выступающем 3'-конце (который не участвовал во внедрении) также образуется структура Холлидея с цепью гомологичной хромосомы. Далее двойная структура Холлидея становится продуктом рекомбинации под действием никирующих эндонуклеаз — рестриктаз, вносящих разрыв только в одну цепь ДНК. Приведёт DSBR к кроссинговеру или нет, определяется тем, как будет разрезана, или «разрешена», структура Холлидея. Кроссинговер может произойти, если одна структура Холлидея будет разрезана по пересекающимся нитям, а другая нет. Продукт, не подвергшийся кроссинговеру, получится лишь в том случае, если обе структуры разрешены по пересекающимся нитям.

## Митотический кроссинговер

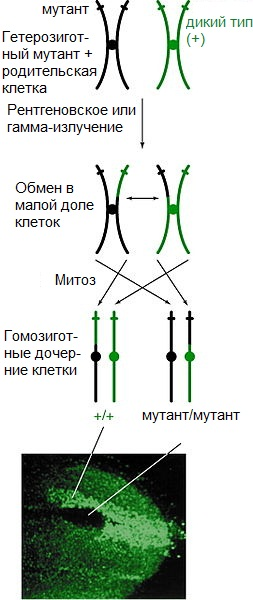
Схема митотического кроссинговера

Хотя в подавляющем большинстве случаев кроссинговер приурочен к мейозу, описан и митотический кроссинговер, который может проходить в соматических клетках при митотических делениях как у организмов, обладающих полом, так и бесполых организмов (например, некоторых одноклеточных грибов, у которых не известен половой процесс). В случае бесполых организмов митотическая рекомбинация является единственным ключом к пониманию сцепления генов, так как у таких организмов это единственный способ генетической рекомбинации. Кроме того, митотическая рекомбинация может привести к мозаичной экспрессии рецессивных аллелей у гетерозиготной особи. Такая экспрессия имеет важное значение в онкогенезе, она также позволяет изучать летальные рецессивные мутации.

## Кроссинговер и картирование генов
Ученик Моргана Альфред Стёртевант первым предположил использовать сведения о частоте кроссинговера между определёнными локусами для определения расстояния между ними на хромосоме и взаимного порядка расположения, то есть для картирования генов. В 1913 году он скрещивал мух, гомозиготных по локализованным на X-хромосоме мутациям yellow (жёлтое тело), white (белые глаза) и miniature (маленькие, недоразвитые крылья). Частота рекомбинации между локусами white и miniature, а также yellow и miniature была примерно одинаковой (34,5 % и 35,4 % соответственно), а вот между генами yellow и white рекомбинация происходила с частотой всего лишь 0,5 %. Стёртевант предположил, что, чем физически ближе локусы расположены на хромосоме, тем реже они рекомбинируют, поэтому эти гены, вероятнее всего, на хромосоме находятся в порядке yellow — white — miniature. На основании частот рекомбинаций Стёртевант построил генетическую карту X-хромосомы дрозофилы, причём одна условная единица карты соответствует 1 % рекомбинации. Единицу генетической карты в честь Моргана назвали сантиморганом (сМ). Дальнейшие исследования показали, что кроссинговер характерен не только для X-хромосомы, но и для аутосом. Любопытно, что у дрозофилы, в отличие от большинства других животных, кроссинговер не происходит у самцов.

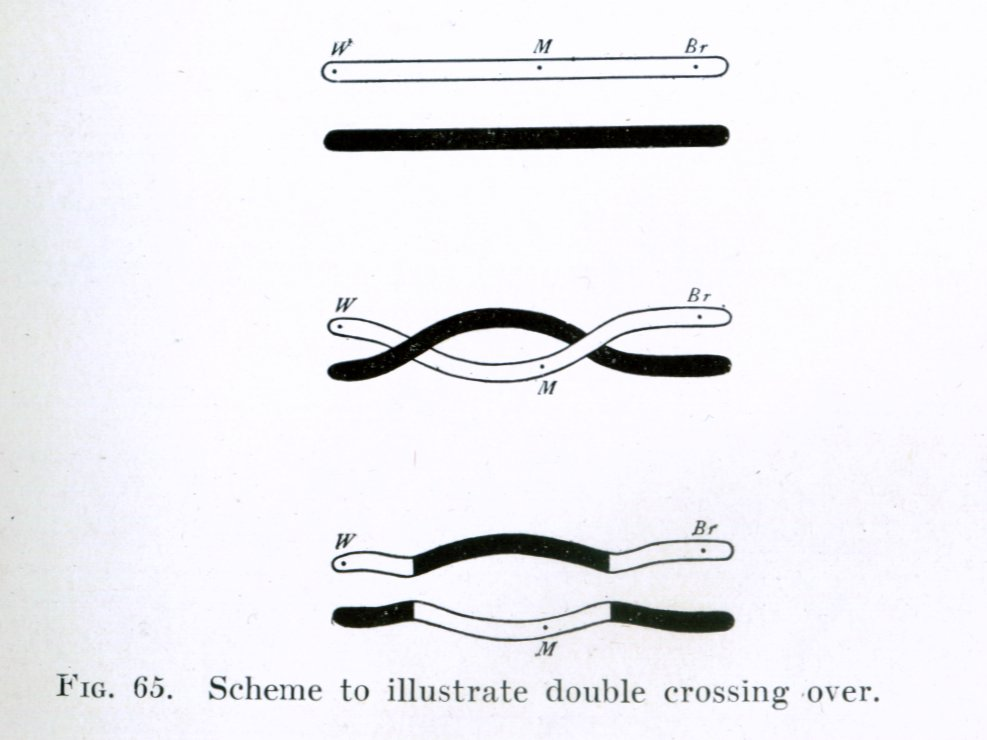
Двойной кроссинговер. Иллюстрация Т. Х. Моргана (1916)

Между несестринскими хроматидами нередко происходит более одного кроссинговера, например, широко распространён так называемый двойной кроссинговер. Существование множественного кроссинговера нарушает точную аддитивность частоты рекомбинации между генами: из трёх линейно расположенных генов частота рекомбинации между крайними генами в действительности несколько ниже суммы частот рекомбинаций между первым и вторым геном и между вторым и третьим. С увеличением расстояния между двумя генами хромосомная карта становится менее точной, потому что бесчисленные случаи кроссинговера между локусами, разделяющими эти гены, остаются неучтёнными. Из-за множественного кроссинговера частота рекомбинаций недооценивается, а определённое экспериментально межгенное расстояние меньше реального.
Однако кроссинговер между двумя генами в ряде случаев затрудняет обмен между соседними участками. Это явление получило название интерференции, а для оценки её выраженности используют так называемый коэффициент коинцидентности C, который равен отношению количества наблюдаемых двойных кроссинговеров к числу теоретически ожидаемых; величину интерференции характеризуют величиной I, равной 1 — C. В случае отрицательной интерференции, когда I > 0, частота двойных кроссинговеров больше ожидаемой; такое явление описано, в частности, у кукурузы. Однако гораздо шире распространена положительная интерференция, при которой I < 0 и кроссинговер между двумя локусами подавляет кроссинговер между соседними участками. Как правило, чем ближе расположены гены, тем больше положительная интерференция.
На основании анализа частот рекомбинаций удалось составить генетические карты некоторых организмов, однако в ряде случаев, например, в случае человека, такая процедура сильно затруднена. С развитием методов секвенирования ДНК стало возможно картирование генов человека, причём для этого используются так называемые ДНК-маркеры — короткие фрагменты ДНК с известной последовательностью и локализацией на хромосомах, которые являются удобными ориентирами для построения хромосомных карт. Одними из первых ДНК-маркеров были полиморфизмы длин рестрикционных фрагментов и микросателлиты, позднее в роли маркеров стали использовать однонуклеотидные полиморфизмы.

## Факторы, влияющие на кроссинговер
На частоту мейотического и митотического кроссинговера оказывают влияние некоторые факторы окружающей среды. Различные виды излучения (УФ-, рентгеновское и γ-излучение) в большинстве случаев увеличивают частоту кроссинговера, так как вызывают одно- и двуцепочечные разрывы в ДНК. Излучение может влиять на рекомбинацию лишь в некоторых участках хромосом; так, у дрозофилы под действием излучения в прицентромерных районах частота кроссинговера повышается, а в удалённых от центромер — понижается. Частоту кроссинговера увеличивают многие вещества, нарушающие структуру ДНК и препятствующие нормальной репликации, такие как нитрозосоединения, а также агенты, алкилирующие и дезаминирующие азотистые основания. На частоту рекомбинации также может оказывать влияние температура.
Частота кроссинговера связана с физиологическим состоянием организма. Чем старше самки дрозофил, тем реже у них происходит кроссинговер. Голодание личинок повышает частоту кроссинговера, а недостаток воды, наоборот, понижает. Существует и генетический контроль частоты кроссинговера. Например, как отмечалось выше, кроссинговер отсутствует у самцов дрозофил, а также у самок тутового шелкопряда. Вообще, как правило, у гетерогаметного пола кроссинговер происходит реже. На частоту кроссинговера влияют некоторые хромосомные перестройки и определённые мутации.